# 田丹
田丹（1924年—2014年），原名李金禄，男，直隶（今河北）文安人，中国话剧演员，曾任沈阳军区抗敌话剧团团长。